# Basjkiriens flagga

Basjkiriens flagga

Basjkiriens flagga mellan 25 februari 1992 och 12 februari 2003

Basjkiriens flagga antogs den 12 februari 2003. Basjkirien första flagga antogs den 25 februari 1992. Proportionerna är 1:2.
Flaggan innehåller en Kuraiblomma, som symboliserar vänskap, och de sju kronbladen representerar de sju folkslagen som skapar enighet, och konsolidering till Bashkortostan. Blått representerar integriteten och egenskaperna hos Basjkirer, och vitt står för deras fredlighet och samarbetsvilja, medan grönt står för evigt liv.